# Os Trombadinhas
Os Trombadinhas é um filme policial e de aventura brasileiro de 1979, dirigido por Anselmo Duarte. O roteiro é de Carlos Heitor Cony com a ajuda de Pelé, que também atuou como protagonista.

## Sinopse
A história se passa na cidade de São Paulo. Doutor Frederico, um bem-sucedido e bem intencionado empresário, testemunha um trombadinha assaltando uma mulher no centro de São Paulo, o que lhe inspira a querer mudar a situação dos jovens abandonados que se voltam para o crime. Ele conversa com um delegado da polícia, que explica que os trombadinhas não agem por conta própria, mas sim a mando de marginais adultos que se aproveitam da impunidade dos menores para cometer seus crimes. Frederico então entra em contato com o famoso Pelé, ex-estrela de futebol e hoje instrutor da equipe juvenil do Santos Futebol Clube, e os dois resolvem colaborar: Pelé passará a ajudar a alocar os pequenos delinquentes da rua para projetos sociais de Frederico e outros, inclusive levando alguns deles a treinarem futebol, enquanto faz de tudo para prender os marginais que comandam os furtos.

## Elenco principal
- Pelé …ele mesmo
- Paulo Villaça …detetive Bira
- Paulo Goulart …doutor Frederico
- Ana Maria Nascimento e Silva ...Arlete
- Sérgio Hingst  ...Manteiga
- Neuza Amaral ...Leila
- Raul Cortez ...Juiz
- Tony Card ...Gibi
- Francisco Di Franco …Renato
- Kátia D'Ângelo …Ana Maria
- Netto Oliveira ...Darcy
- David Hungaro ...Delegado
- Marcos Antônio da Silva Gomes ...Tião
- Paulo Duarte …Moleque de Rua

## Legado
Em uma cena do filme, Arlete pergunta para Pelé: "Você... você é o Pelé?", ao que Pelé responde: "Não. Eu sou o Jô Soares, sua piranha!" Tal cena viralizou e se tornou um meme da Internet.